# Aram Šaxnazaryan
Aram Šaxnazaryan (in armeno Արամ Շախնազարյան?, traslitterazione anglosassone: Aram Shakhnazaryan; Erevan, 21 aprile 1994) è un ex calciatore armeno, di ruolo difensore.

## Carriera
Ha giocato nella massima serie armena.